# Wiwilí de Nueva Segovia
Wiwilí de Nueva Segovia är en kommun (municipio) i Nicaragua med 17 118 invånare (2012). Den ligger i den bergiga norra delen av landet i departementet Nueva Segovia, längs den västra stranden av floden Río Coco. Wiwilí de Nueva Segovia är en utpräglad jordbruksbygd. Kommunen har också en betydande skogsnäring med utvinning av ädelträ.

## Geografi
Wiwilí de Nueva Segovia gränsar till kommunerna Wiwilí de Jinotega i öster, Santa María de Pantasma i söder, Quilalí och Murra i väster, samt Honduras i norr.

## Historia
Kommunen grundades ursprungligen 1970. År 1989 slogs den samman med Wiwilí de Jinotega, och hela den gemenamma kommunen blev då en del av departementet Jinotega. År 2000 blev dock kommunen självständig igen, och den återfördes samtidigt till departementet Nueva Segovia.

## Näringsliv
Wiwilí de Nueva Segovia är en jordbruksbygd med mycket boskapsskötsel. De viktigaste grödorna är majs, bönor, bananer och kaffe.

## Religion
Kommunen firar sina festdagar den 4-13 maj till minne av Vår Fru av Fátima.